# جی‌دی‌آران
جی. دی.آر. اِن (ایسلندی: GDRN؛ زادهٔ ۸ ژانویهٔ ۱۹۹۶) با نام اصلیِ گوذرون ایر ایفیورذ یوهانشتوتیر (ایسلندی: Guðrún Ýr Eyfjörð Jóhannesdóttir) موسیقی‌دان، خواننده، بازیگر و بازیکن سابق فوتبال اهل ایسلند است. وی از سال ۲۰۱۷ میلادی تاکنون مشغول فعالیت بوده‌است.
از فیلم‌ها یا مجموعه‌های تلویزیونی که وی در آن‌ها نقش داشته است، می‌توان به کاتلا اشاره نمود.